# Aliança Popular
Aliança Popular (em espanhol: Alianza Popular, AP) foi, a princípio, uma federação de partidos e, posteriormente, um partido político espanhol de carácter conservador. 
Em 1989 uniu-se a formações políticas conservadoras, democratas-cristãs e liberais dando origem ao Partido Popular. 
Sua principal figura foi Manuel Fraga Iribarne.

## Resultados Eleitorais

### Eleições legislativas
| Data | Votos     | %         | Deputados | +/- | Status   | Notas                    |
| ---- | --------- | --------- | --------- | --- | -------- | ------------------------ |
| 1977 | 1 504 771 | 8,2 (#4)  | 16 / 350  |     | Oposição |                          |
| 1979 | 1 088 578 | 6,1 (#4)  | 10 / 350  | 6   | Oposição |                          |
| 1982 | 5 548 107 | 26,4 (#2) | 92 / 350  | 82  | Oposição | em aliança com PDP       |
| 1986 | 5 247 677 | 26,0 (#2) | 72 / 350  | 20  | Oposição | em aliança com PDP e PLE |

### Eleições europeias
| Data | Votos     | %         | Deputados |
| ---- | --------- | --------- | --------- |
| 1987 | 4 747 283 | 24,7 (#2) | 17 / 60   |